# Колледж-Спрінгс (Айова)
Колледж-Спрінгс (англ. College Springs) — місто (англ. city) в США, в окрузі Пейдж штату Айова. Населення — 172 особи (2020).

## Географія
Колледж-Спрінгс розташований за координатами 40°37′17″ пн. ш. 95°7′16″ зх. д. / 40.62139° пн. ш. 95.12111° зх. д. (40.621290, -95.121118).  За даними Бюро перепису населення США в 2010 році місто мало площу 2,84 км², уся площа — суходіл.

## Демографія
Згідно з переписом 2010 року, у місті мешкало 214 осіб у 83 домогосподарствах у складі 60 родин. Густота населення становила 75 осіб/км².  Було 90 помешкань (32/км²).
Расовий склад населення:
| - 96,7 % — білих - 0,5 % — вихідців з тихоокеанських островів |

До двох чи більше рас належало 2,8 %. Частка іспаномовних становила 0,0 % від усіх жителів.
За віковим діапазоном населення розподілялося таким чином: 24,3 % — особи молодші 18 років, 59,8 % — особи у віці 18—64 років, 15,9 % — особи у віці 65 років та старші. Медіана віку мешканця становила 40,0 року. На 100 осіб жіночої статі у місті припадало 92,8 чоловіків;  на 100 жінок у віці від 18 років та старших — 92,9 чоловіків також старших 18 років.
Середній дохід на одне домашнє господарство  становив 38 043 долари США (медіана — 31 786), а середній дохід на одну сім'ю — 40 589 доларів (медіана — 36 250). Медіана доходів становила 35 625 доларів для чоловіків та 31 964 долари для жінок. За межею бідності перебувало 16,6 % осіб, у тому числі 27,1 % дітей у віці до 18 років та 0,0 % осіб у віці 65 років та старших.
Цивільне працевлаштоване населення становило 88 осіб. Основні галузі зайнятості: будівництво — 25,0 %, освіта, охорона здоров'я та соціальна допомога — 23,9 %, виробництво — 17,0 %.